# Соколово (Щёлковский район)
 Соколово  — деревня, входящая в состав сельского поселения Медвежье-Озёрское Щёлковского района Московской области. Известна с 1618 года.

## География
Деревня находится на северо-востоке Московской области, относящейся к Восточно-Европейской равнине, на высоте 148 м над уровнем моря. В 3 км от неё расположена деревня Никифорово. Деревня находится в зоне умеренно континентального климата с относительно холодной зимой и умеренно тёплым, а иногда и жарким, летом.
В деревне действует московское время.
Ближайшие населённые пункты — деревни Орловка и Моносеево и пгт Звездный городок.
Расстояние до МКАД составляет 22 км езды, до райцентра — 21 км, до центра поселения — 11 км.
В деревне имеются Полевая улица и Тихий проезд, а также территории Соколово-1 и Соколово-2.

## История
Впервые упоминается в писцовых книгах 1577 г. как пустошь Соколцова Кошелева стана Московского уезда.
В 1725 году сельцо принадлежало князьям Волконским.
В середине XIX века сельцо Соколово относилось ко 2-му стану Богородского уезда Московской губернии и принадлежало подполковнику Петру Ивановичу Вырубову. В сельце было 12 дворов, крестьян 48 душ мужского пола и 53 души женского.
В «Списке населённых мест» 1862 года Соколово (Радостное) — владельческое сельцо 2-го стана Богородского уезда Московской губернии по Мало-Черноголовскому тракту (шедшему между Владимирским шоссе и Стромынским трактом), в 20 верстах от уездного города и 6 верстах от становой квартиры, при колодце, с 15 дворами и 108 жителями (52 мужчины, 56 женщин).
По данным на 1869 год — сельцо Осеевской волости 3-го стана Богородского уезда с 19 дворами, 20 деревянными домами, запасным хлебным магазином и 117 жителями (56 мужчин, 61 женщина), из них 4 грамотных мужчины. Имелось 7 лошадей, 13 единиц рогатого скота и 2 единицы мелкого. Количество земли составляло 105 десятин и 1617 саженей, из них пахотной — 64 десятины.
В 1913 году в деревне Соколово — 33 двора, фабрика Паракова и Лебедева, имение Арманд и Айгина.
По материалам Всесоюзной переписи населения 1926 года — центр Соколовского сельсовета Щёлковской волости Московского уезда в 5,5 км от Владимирского шоссе и в 1,5 км от станции Монино Северной железной дороги, проживало 240 жителей (118 мужчин, 122 женщины), насчитывалось 46 хозяйств (41 крестьянское), имелись школа 1-й ступени и шерстоткацкая фабрика.
В 1994–2006 годах деревня относилась к Медвежье-Озёрскому сельскому округу.

## Население
| 1852 | 1859 | 1869 | 1926 | 2002 | 2006 | 2010 |
| ---- | ---- | ---- | ---- | ---- | ---- | ---- |
| 101  | ↗108 | ↗117 | ↗240 | ↘203 | ↘181 | ↗307 |

## Транспорт и связь
Рядом с деревней находится железнодорожная пассажирская платформа Осеевская Ярославского направления Московской железной дороги.
До деревни из Москвы можно проехать по Щёлковскому шоссе А103, с поворотом (на 12 км) направо через деревню Никифорово (7 км), далее (через 3 км) деревня Соколово.
Имеется остановка автобуса 362 маршрута Москва — Монино.